# إنتل أتوم
انتل اتوم هو الاسم التجاري لخط تعليمات أي إيه-32 ومجموعة إكس86-64 من المعالجات الدقيقة ذات الجهد المنخفض للغاية من قبل شركة إنتل المصممة لتقليل استهلاك الكهرباء وتبديد الطاقة بالمقارنة مع المعالجات العادية لسلسلة نواة إنتل. يستخدم اتوم بشكل أساسي في أجهزة الكمبيوتر المحمولة،و نت توب، والتطبيقات المضمنة التي تتراوح من الرعاية الصحية إلى الروبوتات المتقدمة، وأجهزة الإنترنت المحمولة (MIDs). تم تصميم خط البداية في 45 نانومتر مكمل معدن أكسيد أشباه الموصلات ( سيموس نماذج التكنولوجيا) واللاحقة، التي تحمل الاسم الرمزي سيدار، وتستخدم معال نانومتر 32.
يعتمد الجيل الأول من معالجات اتوم على معمارية بونيل الدقيقة. في 21 ديسمبر 2009، أعلنت إنتل عن منصة Pine Trail، بما في ذلك معالج Atom الجديد الذي أطلق عليه اسم Pineview (Atom N450)، مع انخفاض إجمالي في استهلاك طاقة المجموعة بنسبة 20٪. في 28 ديسمبر 2011، قامت Intel بتحديث خط اتوم مع معالجات سيدار.
في ديسمبر 2012، أطلقت شركة انتل عائلة سنترتون 64 بت من وحدات المعالجة المركزية اتوم، المصممة خصيصًا للاستخدام في الخوادم. .